# Захаржевский, Николай Николаевич
Николай Николаевич Захаржевский (2 мая 1922, Севастополь — 13 декабря 1984, Москва) — советский художник, иллюстратор книг, плакатист, график. Художник театра. Участник Великой Отечественной войны.

## Биография
Родился 2 мая 1922 года в Севастополе. Проживал в Москве. Учился в Киевском художественном институте (1937-40) у Ф. Г. Кричевского, И. Ф. Хворостецкого.
26.10.1940 был призван в Красную Армию. Имел воинское звание красноармеец/рядовой. В годы войны на фронте исполнил рисунки (картон, тушь, перо). Известно, что в октябре 1943 года прибыл из Ростокинского РВК, Московская обл., г. Москва в военно-пересыльный пункт СПП Московского ГВК. Из сохранившейся карточки учёта доступны анкетные данные: украинец по национальности, по профессии художник, закончил 10 классов, не судим, годен к нестроевой военной службе, холост
После войны, с конца 1940-х годов, рисовал для центральных советских газет («Правда», «Сельская жизнь», «Литературная Россия») и журналов («Советская женщина», «Советский воин», «Театральная жизнь», «Знание — сила» и др.). С 1956 года начинает выставляться, участник многих выставок. Выполнил серию «Лермонтовские места» (ryашь, конец 1950-х гг.).
С 1952 года оформлял спектакли. Среди них: «Правда — хорошо, а счастье лучше» A. Н. Островского (1952) в Московском ТЮЗе, «Анджело» B. Гюго (1953, эскизы костюмов выполнены Захаржевской) и «Огненный мост» Б. С. Ромашова (1954) в Иркутском обл. драм, театре; «Чужие в стране» М. Бранда (1955) и «Олеся» Леси Украинки (1956) — Московском обл. драм, театре; «Последняя жертва» А. Н. Островского (1957) — Челябинском обл. драм. театре, В Каунасском театре и др.
В 1955—1958 гг. в издательстве «Рекламфильм», работал над кинорекламой, создал более 20 киноафиш штриховой цинкографии. Исполнял афиши и плакаты для кинофильмов: «Назар Студоля» (1955), «Нестерка» (1955), «Волшебная свирель» (1955), «Подвиг» (1956), «Призраки покидают вершины» (1955), «Неоконченная повесть» (1955), «Невеста» (1957) и др.
С 1950-х иллюстрировал и оформлял книги для Воениздата и издательств «Правда», «Советский писатель», «Молодая гвардия» и др..
В 1962 году исполнил рисунок почтовой марки «50-летие газеты „Правда“».
Умер 13 декабря 1984 года. Похоронен на Востряковском кладбище.

## Награды
Медаль «За отвагу», награждён Президиумом ВС СССР 05.07.1983

## Публикации
«На морском посту» С. М. Зарубина (1956), «Встречный ветер» П. И. Федорова (1958), «Свет в катакомбах» Н. И. Камбулова (1959), «Знакомьтесь, Балуев» В. М. Кожевникова (1960), «Дорога в космос» Ю. А. Гагарина (1961), «700 000 километров в космосе» Г. А. Титова (1961), «Сагайдачный» 3. П. Тулуб (1962), «Вселенная — открытый океан» В. В. Николаевой-Терешковой (1964), сб. «Звезды наших отцов» (1965), «Говорите любимым о любви» Ф. Н. Халтурина (1968), «Мальчишки в сол-датских касках» Я. А. Ершова (1972), «Костюм для сцены» Р. В. Захаржевской (1967, изд. 2, ч. 1, 1973; ч. 2, 1974), «Гроза зреет в тишине» А. П. Шашкова (1973) и мн. др.
Есенин С. А. Зарянка: сборник стихотворений : [для младшего школьного возраста] / ил.: Н. Захаржевский. — М.: Малыш, 1964. — 72 с.: ил.
Захаржевский Н. Киноплакат. Подвиг. Китайский художественный фильм. Москва Рекламфильм. 1956, 34 х 41 см.